# Cinglis humifuscaria
Cinglis humifuscaria är en fjärilsart som beskrevs av Eduard Friedrich Eversmann 1844. Cinglis humifuscaria ingår i släktet Cinglis och familjen mätare. Inga underarter finns listade i Catalogue of Life.